# Jüdischer Friedhof (Assen)

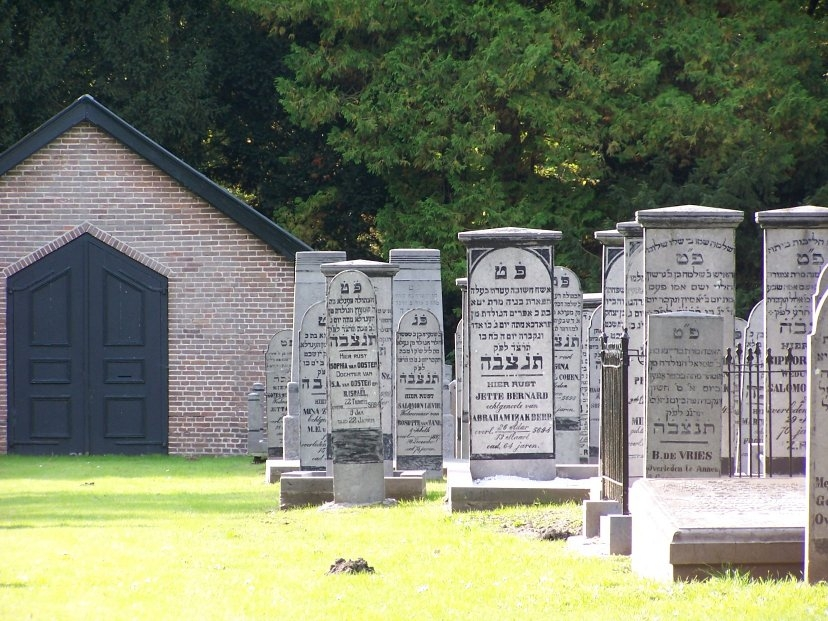
Jüdischer Friedhof in Assen, im Hintergrund das Taharahaus

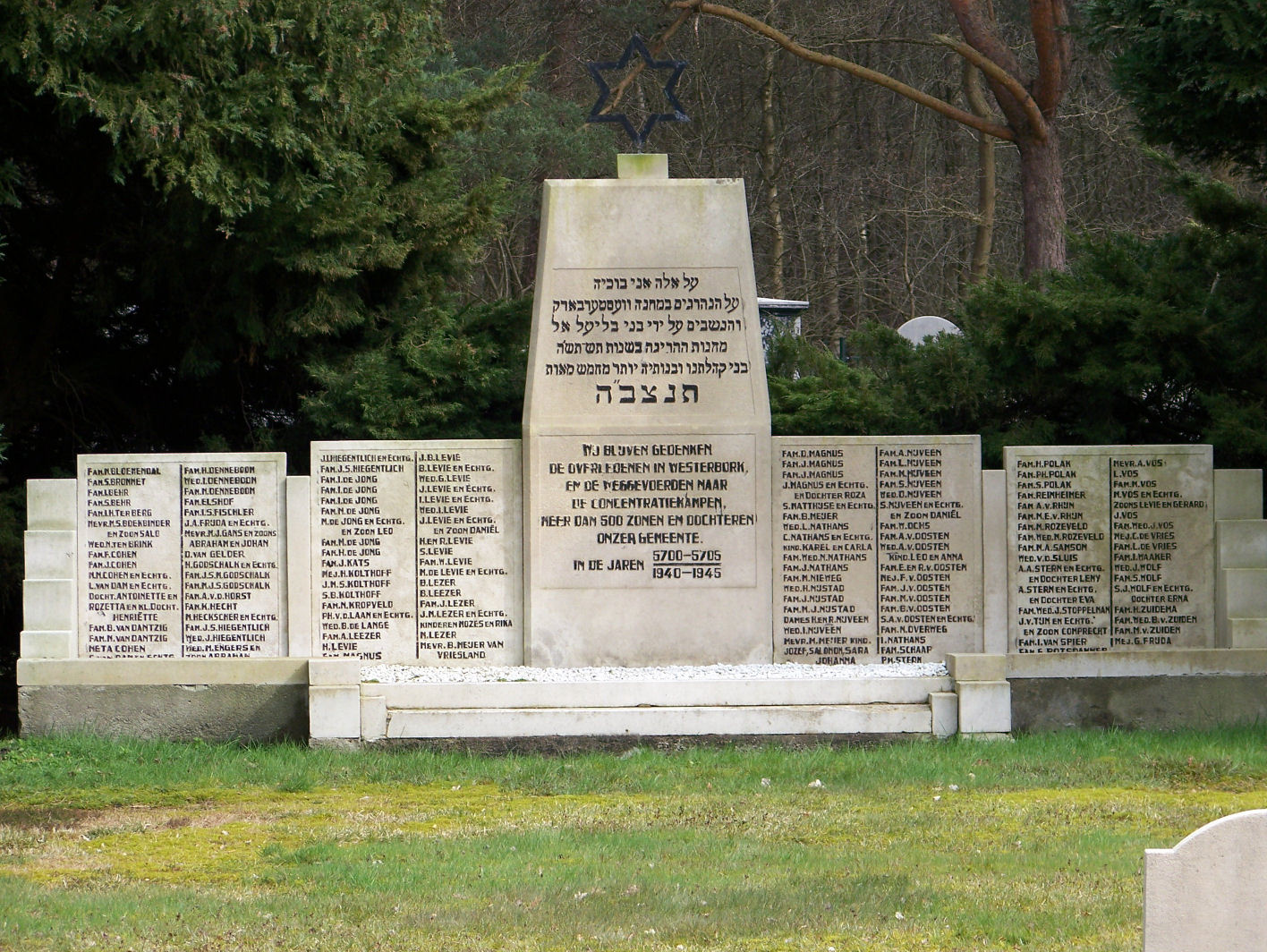
Denkmal zur Erinnerung an die Opfer des Holocaust

Der Jüdische Friedhof in Assen, der Hauptstadt der niederländischen Provinz Drenthe, wurde im 18. Jahrhundert angelegt. Der Jüdische Friedhof am Oude Haarweg ist einen halben Hektar groß. Heute sind noch 394 Grabsteine auf dem Friedhof erhalten.
Im Jahr 1951 wurde ein Denkmal zur Erinnerung an die Opfer der Schoa errichtet.